# Ollan Cassell
Ollan Conley Cassell, född 5 oktober 1937 i Norton i Virginia, är en före detta amerikansk friidrottare.
Cassell blev olympisk mästare på 4 x 400 meter vid sommarspelen 1964 i Tokyo.